# Adenolobus pechuelii
Adenolobus pechuelii là một loài thực vật có hoa trong họ Đậu. Loài này được (Kuntze) Torre & Hillc. miêu tả khoa học đầu tiên.